# Nicole Bricq
Nicole Bricq (født 10. juni 1947 i La Rochefoucauld - 6. august 2017) var en fransk politiker fra Parti Socialiste. 
Den 16. maj 2012 udnævntes hun til økologiminister i Regeringen Jean-Marc Ayrault og den 21. juni 2012 blev hun Udenrigshandelminister.
| Efterfulgte: Pierre Lellouche | Udenrigshandelminister 2012- | Efterfulgtes af: ' |